# Tropheus
Tropheus es un género de peces de la familia Cichlidae y de la orden de los Perciformes. Es endémico del lago Tanganica en el África Oriental desde Burundi al norte hasta Zambia al sur.

## Especies
- Tropheus annectens Boulenger, 1900
- Tropheus brichardi Nelissen & Thys van den Audenaerde, 1975
- Tropheus duboisi Marlier, 1959
- Tropheus moorii Boulenger, 1898
- Tropheus kasabae Nelissen, 1977
- Tropheus polli Axelrod, 1977

## Descripción

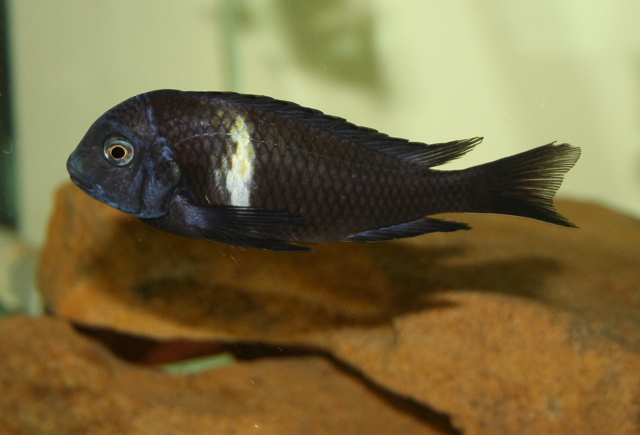
Tropheus duboisi

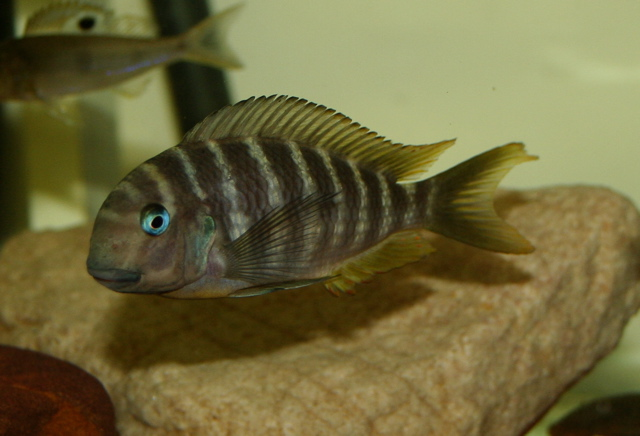
Tropheus polli

Su cuerpo grueso, alargado y ligeramente comprimido lateralmente. Ningún gordura con una curvatura característica entre la parte superior de los ojos y la boca.

## Alimentación
Su alimentación es totalmente herbívora. En el acuario se tienen que alimentar con alimentos y ligeros ricos en guisantes y espirulina. Una iluminación fuerte permitirá el desarrollo permanente de algas verdes que serán aprovechadas como fuente de alimento.

## Hábitat
Todas sus especies habitan en aguas superficiales (no más allá de los 20 metros de profundidad), siendo su límite la máxima distancia a la cual puede penetrar la luz y, por lo tanto, la presencia de las algas de las que se alimentan. Las especies más pequeñas, como por ejemplo Tropheus duboisi se encuentran además profundidad que sus congéneres debido a la competencia otras especies (por el territorio y el alimento) y con las cuales no puede competir por su medida más pequeña.